# 허탕구

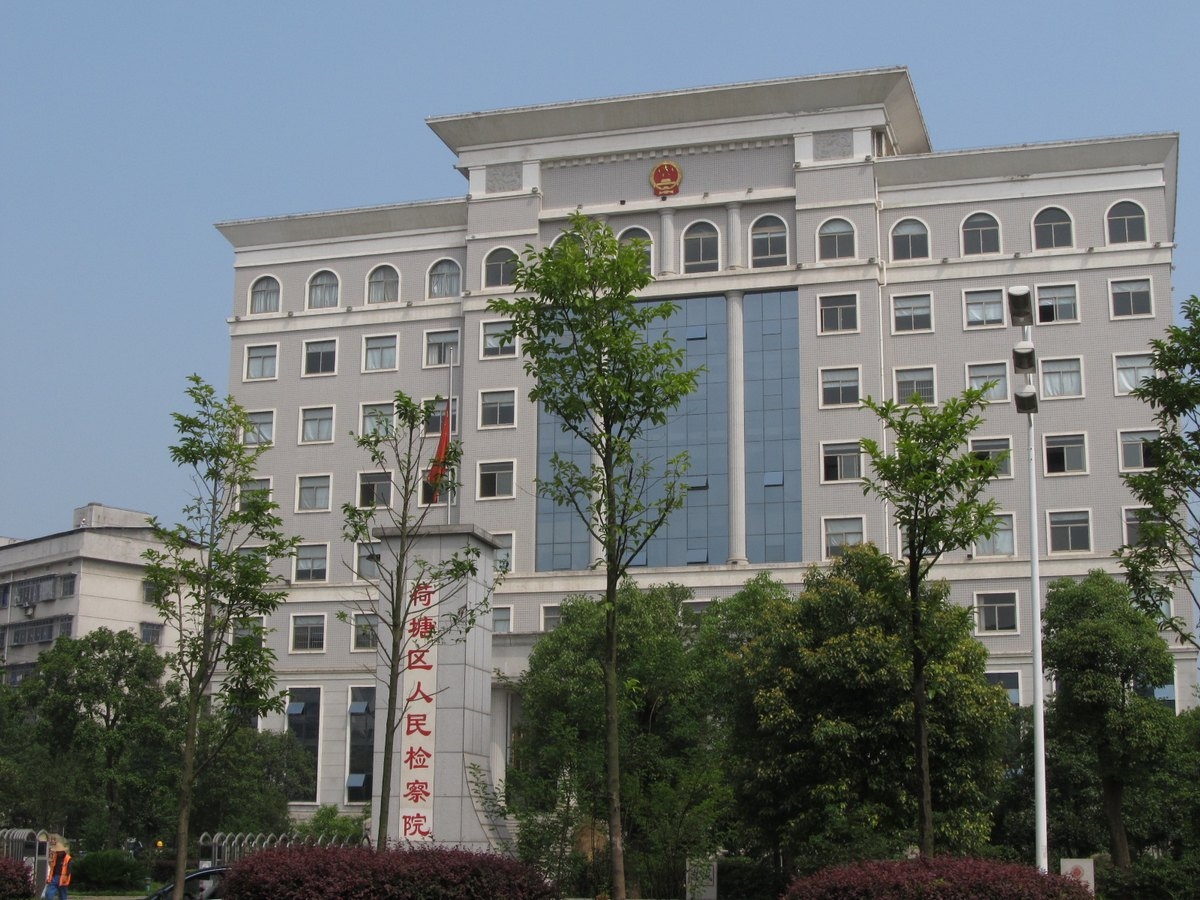

허탕구(한국어: 하당구, 중국어: 荷塘区, 병음: Hétáng Qū)는 중화인민공화국 후난성 주저우 시의 현급 행정구역이다. 넓이는 152km2이고, 인구는 2007년 기준으로 220,000명이다.

## 행정 구역
5개 가도, 1개 진, 1개 향을 관할한다.
- 가도: 月塘街道, 茨菇塘街道, 宋家桥街道, 金山街道, 桂花街道.
- 진: 仙庾镇.
- 향: 明照乡.